# Matyáš Sandorf
Matyáš Sandorf (1885, Mathias Sandorf) je třídílný dobrodružný román francouzského spisovatele Julesa Verna z jeho cyklu Podivuhodné cesty (Les Voyages extraordinaires).
Příběh maďarského revolucionáře Sandorfa, opřený o důkladnou znalost prostředí Uher, zaujímá ve Verneově tvorbě zvláštní místo. Autor se v knize nevyhýbá palčivým otázkám společenského života, přímo se dotýká tehdejších politických událostí a národně osvobozeneckého boje. Hlavní postava knihy připomíná maďarského bojovníka za svobodu Lajose Kossutha. Protirakouské spiknutí maďarských vlastenců z roku 1867 však patří do oblasti politické fantazie. V tomto roce totiž došlo k takzvanému rakousko-uherskému vyrovnání v rámci rakouské monarchie. Vzniklo tak Rakousko-Uhersko, jehož politické uspořádání na příštích padesát let skvěle vyhovovalo maďarské šlechtě, ke které patřil i Matyáš Sandorf, protože jí umožňovalo nerušeně ovládat uherské občany nemaďarské národnosti, zvláště Slováky a příslušníky některých národů z území bývalé Jugoslávie. Protirakouský osten románu se však natolik zalíbil českým vlastencům, že ho již roku 1888 vydali v českém překladu na pokračování v deníku Národní listy.

## Obsah románu
Příběh začíná v Terstu líčením přípravy povstání tří maďarských vlastenců. To je prozrazeno, dva jeho vůdcové zahynou, jen Matyáš Sandorf uprchne a tím unikne trestu smrti. Po patnácti letech se opět objevuje jako doktor Antekirt a celé své další životní úsilí věnuje odhalení a potrestání udavačů. Román se odehrává nejen v Terstu, ale také v Dubrovníku, v Kalábrii, v Ceutě, na Korsice, v Tunisu a v dalších místech ve Středomoří, má mnoho dějových linií a jeho obsah připomíná slavný román Hrabě Monte Cristo od Alexandra Dumase staršího, kterému také Verne svoji knihu věnoval. Stejně jako hrabě Monte Cristo i doktor Antekirt disponuje velkým majetkem, který používá jako nástroj své pomsty. Zdrojem jeho bohatství však není nalezený poklad. Antekirt svůj majetek získal postupně od svých pacientů (dary a dědictví), jednak mnohými svými technickými vynálezy. Sám vlastnil například tři rychlé elektrické torpédové čluny, jejichž motory byly napájeny články vlastní Antekirtovy konstrukce. Tím se dobrodružný román změnil částečně také na román vědeckofantastický. Děj knihy je také, jak je již u Verna zvykem, prokládán množstvím přírodovědeckých poznatků a podrobným popisem míst, kde se román odehrává.
V knize je použita transpoziční šifra, kdy se text šifruje pomocí mřížky (horní strana je označena červeně pro snazší orientaci a použití)
|  |  |  |  |  |  |
|  |  |  |  |  |  |
|  |  |  |  |  |  |
|  |  |  |  |  |  |
|  |  |  |  |  |  |
|  |  |  |  |  |  |

## Ilustrace
Knihu Matyáš Sandorf ilustroval Léon Benett.

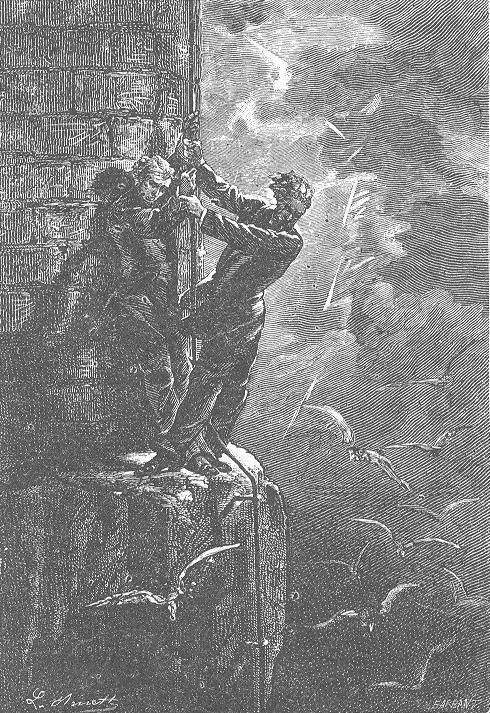
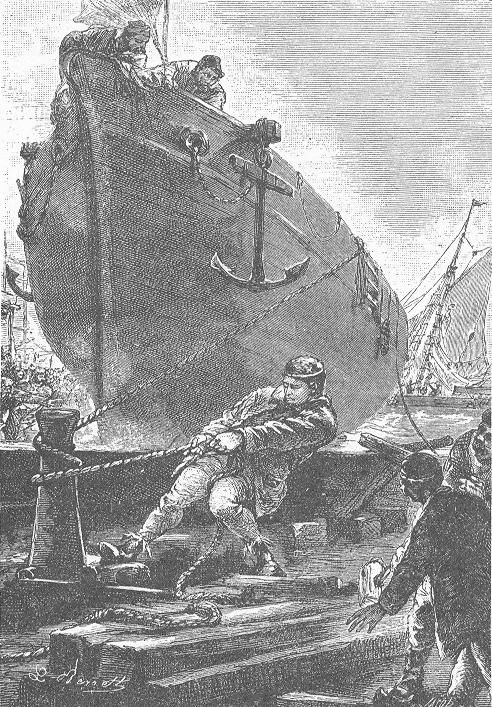
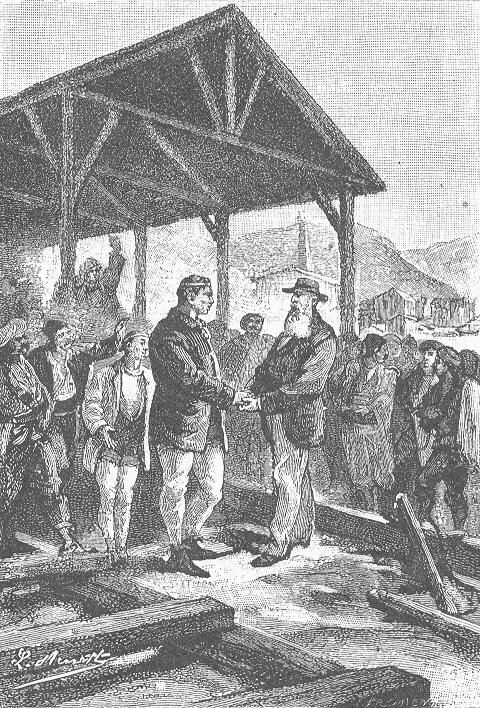
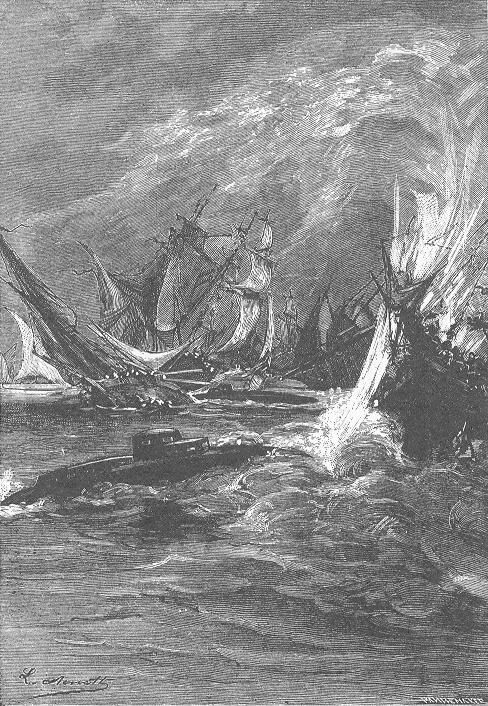
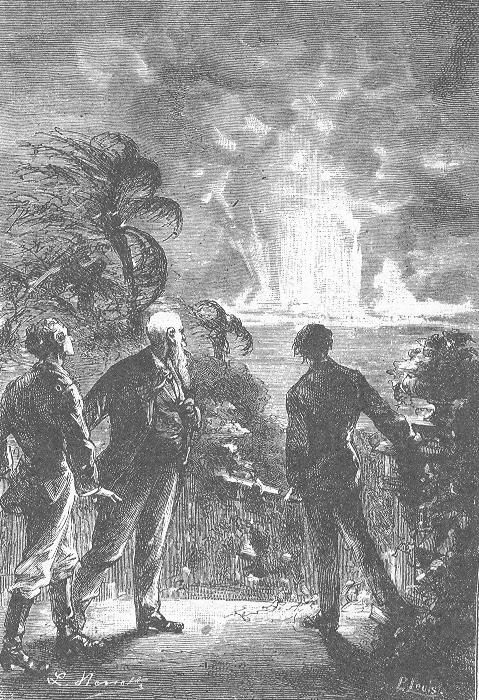

## Zdroj příběhů Matyáše Sandorfa
Předobrazem svérázného cestovatele a dobrodruha Matyáše Sandorfa byl Verneův přítel - arcivévoda z toskánské větve Habsburků Ludvík Salvátor Toskánský.

## Filmové adaptace
- Mathias Sandorf, Francie 1921, režie Henri Fescourt, němý film,
- Mathias Sandorf, Francie 1963, režie Georges Lampin,
- Mathias Sandorf, Francie 1979, režie Jean-Pierre Decourt, televizní film.

## Rozhlasová adaptace
- Matyáš Sandorf - rozhlasová hra na motivy románu, autor: Zdeněk Kovář, překlad: Zdeněk Hobzík, režie: Ivan Holeček, v hlavní roli: Alois Švehlík, Český rozhlas, 1991.[3]

## Česká vydání
- Hrabě Sandorf, Národní listy, Praha 1888, Dostupné online.[pozn 1]
- Nový hrabě Monte Kristo, J. R. Vilímek, Praha 1894, přeložil J. Pachmayer, znovu 1906.
- Nový hrabě Monte Christo, Bedřich Kočí, Praha 1908, přeložil Vítězslav Unzeitig, tři svazky,
- Nový hrabě Monte Kristo, J. R. Vilímek, Praha 1913, přeložil J. Pachmayer, znovu 1921.
- Nový hrabě Monte Christo, Eduard Beaufort, Praha 1922, přeložil Vítězslav Unzeitig, tři svazky,
- Nový hrabě Monte Kristo, J. R. Vilímek, Praha 1924, přeložil J. Pachmayer, znovu 1932.
- Nový hrabě Monte Christo, J. R. Vilímek, Praha 1941, přeložil Zdeněk Hobzík, znovu 1949.
- Nový hrabě Monte Christo, Práce, Praha 1950, román vycházel na pokračování jako příloha svazků edice Románové novinky.
- Matyáš Sandorf, SNDK, Praha 1954, přeložil Zdeněk Hobzík, znovu 1957 a 1965.
- Matyáš Sandorf, Albatros, Praha 1981, přeložil Zdeněk Hobzík, dva svazky, znovu 1988.
- Mathias Sandorf, Návrat, Brno 1999, přeložil J. Pachmayer.
- Nový hrabě Monte Christo, Albatros, Praha 2010, převyprávěl Ondřej Neff, znovu 2018.
- Matyáš Sandorf, Omega, Praha 2018, přeložil J. Pachmayer.

1. ↑  Pravděpodobně jde též o překlad J. Pachmayera, který v té době v Národních listech pracoval, svědčí o tom téměř doslovná podobnost s vydáními z pozdějších let.